# Glosholmen, Kimitoön
Glosholmen är en ö i Finland. Den ligger i Skärgårdshavet och i kommunen Kimitoön i den ekonomiska regionen  Åboland i landskapet Egentliga Finland, i den sydvästra delen av landet. Ön ligger omkring 61 kilometer söder om Åbo och omkring 120 kilometer väster om Helsingfors.
Öns area är 5,1 hektar och dess största längd är 280 meter i sydöst-nordvästlig riktning. Ön höjer sig omkring 15 meter över havsytan.